# Колін Ебелтіт
Колін Ебелтіт (англ. Colin Ebelthite; нар. 27 листопада 1984) — колишній австралійський тенісист.
Найвищу одиночну позицію світового рейтингу — 209 місце досяг 23 червня 2008, парну — 98 місце — 17 вересня 2012 року.
Найвищим досягненням на турнірах Великого шолома було 3 коло в парному розряді.
Завершив кар'єру 2013 року.

## Часова шкала виступів на турнірах Великого шлему
| W | Ф | ПФ | ЧФ | #Р | КТ | К# | DNQ | A | NH |

| Турнір                                 | 2008 | 2009 | 2010 | 2011 | 2012 | 2013 | В-П |
| -------------------------------------- | ---- | ---- | ---- | ---- | ---- | ---- | --- |
| Відкритий чемпіонат Австралії з тенісу | 1р   | 1р   |      | 3р   | 2р   |      | 3–4 |
| Відкритий чемпіонат Франції з тенісу   |      |      |      |      |      |      | 0–0 |
| Вімблдонський турнір                   |      |      |      |      | 1р   | К1р  | 0–1 |
| Відкритий чемпіонат США з тенісу       |      |      |      |      |      |      | 0–0 |